# Ravindra Prabhat
Ravindra Prabhat, född 5 april 1969 i Mahindwara, är en indisk poet, romanförfattare och bloggare.
Prabhat debuterade år 1991 med ghaseldiktsamlingen HAMSAFAR. Förutom för diktsamlingar och faktaböcker har han även skrivit två romaner på hindi.